# Albina Ajátova
Albina Jamítovna Ajátova –en ruso, Альбина Хамитовна Ахатова– (Nikolsk, 13 de noviembre de 1976) es una deportista rusa que compitió en biatlón.
Participó en tres Juegos Olímpicos de Invierno, entre los años 1998 y 2006, obteniendo en total cinco medallas: plata en Nagano 1998, un bronce en Salt Lake City 2002 y un oro y dos bronces en Turín 2006. Ganó diez medallas en el Campeonato Mundial de Biatlón entre los años 1998 y 2008, y dos medallas en el Campeonato Europeo de Biatlón de 1997.

## Palmarés internacional
| Juegos Olímpicos   | Juegos Olímpicos                | Juegos Olímpicos  | Juegos Olímpicos |
| Año                | Lugar                           | Medalla           | Prueba           |
| ------------------ | ------------------------------- | ----------------- | ---------------- |
| 1998               | Nagano (Japón)                  | Medalla de plata  | Relevos          |
| 2002               | Salt Lake City (Estados Unidos) | Medalla de bronce | Relevos          |
| 2006               | Turín (Italia)                  | Medalla de oro    | Relevos          |
| 2006               | Turín (Italia)                  | Medalla de bronce | Persecución      |
| 2006               | Turín (Italia)                  | Medalla de bronce | Individual       |
| Campeonato Mundial |                                 |                   |                  |
| Año                | Lugar                           | Medalla           | Prueba           |
| 1998               | Hochfilzen (Austria)            | Medalla de oro    | Equipo           |
| 1999               | Kontiolahti (Finlandia)         | Medalla de plata  | Relevos          |
| 1999               | Kontiolahti (Finlandia)         | Medalla de bronce | Individual       |
| 2000               | Oslo (Noruega)                  | Medalla de oro    | Relevos          |
| 2003               | Janty-Mansisk (Rusia)           | Medalla de oro    | Salida en grupo  |
| 2003               | Janty-Mansisk (Rusia)           | Medalla de oro    | Relevos          |
| 2004               | Oberhof (Alemania)              | Medalla de plata  | Individual       |
| 2004               | Oberhof (Alemania)              | Medalla de plata  | Relevos          |
| 2008               | Östersund (Suecia)              | Medalla de plata  | Velocidad        |
| 2008               | Östersund (Suecia)              | Medalla de bronce | Persecución      |
| Campeonato Europeo |                                 |                   |                  |
| Año                | Lugar                           | Medalla           | Prueba           |
| 1997               | Windischgarsten (Austria)       | Medalla de oro    | Relevos          |
| 1997               | Windischgarsten (Austria)       | Medalla de plata  | Individual       |